# Liste de films français sortis dans les années 1930
Voici une liste de films du cinéma français des années 1930. Ces films appartiennent à l'histoire du cinéma français.

## 1930
- Accusée, levez-vous ! de Maurice Tourneur
- L'Âge d'or de Luis Buñuel
- L'Arlésienne de Jacques de Baroncelli
- Au bonheur des dames de Julien Duvivier
- La Bodega de Benito Perojo
- Chacun sa chance de René Pujol
- Dans la nuit de Charles Vanel
- Méphisto de Henri Debain
- Mon gosse de père de Jean de Limur
- Le Mystère de la chambre jaune  de Marcel L'Herbier
- Paris la nuit de Henri Diamant-Berger
- La petite Lise de Jean Grémillon
- Prix de beauté de Augusto Genina
- Le Sang d'un poète de Jean Cocteau
- Sous les toits de Paris  de René Clair
- Les Vacances du diable d'Alberto Cavalcanti

## 1931
- À nous la liberté de René Clair
- Arthur de Léonce Perret
- Les Amours de minuit de Augusto Genina et Marc Allégret
- Au nom de la loi de Maurice Tourneur
- Le Blanc et le Noir de Robert Florey et Marc Allégret
- Buster se marie de Claude Autant-Lara
- La Chienne de Jean Renoir
- Cœur de lilas d'Anatole Litvak
- Echec et mat de Roger Goupillières
- L'Ensorcellement de Séville de Benito Perojo
- Hardi les gars !  de Maurice Champreux
- Jean de La Lune de Jean Choux
- Mam'zelle Nitouche de Marc Allégret
- Marius de Alexander Korda
- Le Million  de René Clair
- Mistigri d'Harry Lachmann
- On purge bébé de Jean Renoir
- Paris Béguin  de Augusto Genina
- Le Rêve de Jacques de Baroncelli
- Sola de Henri Diamant-Berger
- Tout ça ne vaut pas l'amour de Jacques Tourneur
- Un soir de rafle de Carmine Gallone

## 1932
- L'affaire est dans le sac de Pierre Prévert et Jacques Prévert
- Boudu sauvé des eaux de Jean Renoir
- Cœurs joyeux de Hanns Schwarz et Max de Vaucorbeil
- Les Croix de bois de Raymond Bernard
- Fanny de Marc Allégret
- La foule hurle de Jean Daumery
- Les Gaietés de l'escadron de Maurice Tourneur
- Hôtel des étudiants de Victor Tourjansky
- Maurin des Maures de André Hugon
- Ordonnance malgré lui de Maurice Cammage
- Pas de femmes de Mario Bonnard
- La Petite Chocolatière de Marc Allégret
- Le Rosier de Madame Husson de Dominique Bernard-Deschamps
- Rouletabille aviateur de Steve Sekely
- Un homme sans nom de Gustav Ucicky et Roger Le Bon
- Topaze de Louis Gasnier
- Vampyr de Carl Theodor Dreyer

## 1933

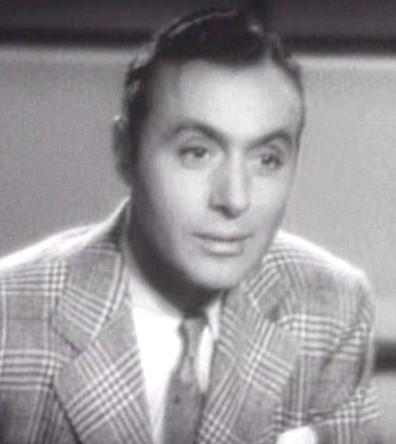
Charles Boyer

- Le Coq du régiment de Maurice Cammage
- D'amour et d'eau fraîche de Félix Gandéra
- Dans les rues de Victor Trivas
- Les deux orphelines de Maurice Tourneur
- L'Épervier de Marcel L'Herbier
- Jofroi de Marcel Pagnol
- Le Jugement de minuit de Alexandre Esway
- Knock de Roger Goupillières et Louis Jouvet
- L'Ordonnance de Victor Tourjansky
- Plein aux as de Jacques Houssin
- Pour un soir de Jean Godard
- Les Trois Mousquetaires d'Henri Diamant-Berger
- Le Tunnel de Curtis Bernhardt
- Zéro de conduite de Jean Vigo

## 1934
- Madame Bovary de Jean Renoir
- L'Atalante de Jean Vigo
- Adémaï aviateur de Jean Tarride
- Angèle de Marcel Pagnol
- L'Aventurier de Marcel l'Herbier
- Les Bleus du ciel de Henri Decoin
- Le Bonheur de Marcel L'Herbier
- Le Cavalier Lafleur de Pierre-Jean Ducis
- Le Chéri de sa concierge de Giuseppe Guarino
- La crise est finie de Robert Siodmak
- La Dame aux camélias  de Fernand Rivers et Abel Gance
- Le Dernier Milliardaire de René Clair
- La Garnison amoureuse de Max de Vaucorbeil
- Le Grand Jeu de Jacques Feyder
- L'Hôtel du libre échange de Marc Allégret
- Lac aux dames de Marc Allégret
- Liliom  de Fritz Lang
- Maria Chapdelaine de Julien Duvivier
- Mauvaise Graine de Alexander Esway et Billy Wilder
- Les Misérables de Raymond Bernard
- Paris-Deauville de Jean Delannoy
- La Porteuse de pain de René Sti
- Tartarin de Tarascon de Raymond Bernard
- Le Train de 8 heures 47 de Henry Wulschleger
- Une nuit de folies de Maurice Cammage
- Le voleur de Maurice Tourneur
- Zouzou de Marc Allégret

Les bleus de la marine
Maurice Cammage

## 1935
- La Bandera de Julien Duvivier
- Les Beaux Jours de Marc Allégret
- Bonne chance ! de Sacha Guitry
- Cigalon de Marcel Pagnol
- L'équipage d'Anatole Litvak
- Ferdinand le noceur  de René Sti
- Gai Dimanche de Jacques Berr et Jacques Tati
- Les Gaietés de la finance  de Jack Forrester
- Golgotha de Julien Duvivier
- Jim la Houlette  de André Berthomieu
- Justin de Marseille  de Maurice Tourneur
- La Kermesse héroïque de Jacques Feyder
- Lucrèce Borgia  de Abel Gance
- Merlusse de Marcel Pagnol
- Parlez-moi d'amour de René Guissart
- Pasteur de Sacha Guitry
- Pension Mimosas  de Jacques Feyder
- Variétés  de Nicolas Farkas

## 1936
- Les Amants terribles de Marc Allégret
- L'Aventure de Guy de Alain Resnais
- Aventure à Paris de Marc Allégret
- Les Bas-Fonds de Jean Renoir
- La Belle Équipe de Julien Duvivier
- César de Marcel Pagnol
- Le Crime de Monsieur Lange de Jean Renoir
- Les Hommes nouveaux de Marcel L'Herbier
- Jenny de Marcel Carné
- Mayerling  de Anatole Litvak
- Le Nouveau Testament de Sacha Guitry
- Port-Arthur de Nicolas Farkas
- La porte du large de Marcel Herbier
- Poursuites blanches  de Marcel Ichac
- Le Roman d'un tricheur de Sacha Guitry
- Sous les yeux d'Occident de Marc Allégret
- Tarass Boulba  de Alexis Granowsky
- Topaze de Marcel Pagnol
- Un de la légion  de Christian-Jaque
- Un grand amour de Beethoven  de Abel Gance

## 1937

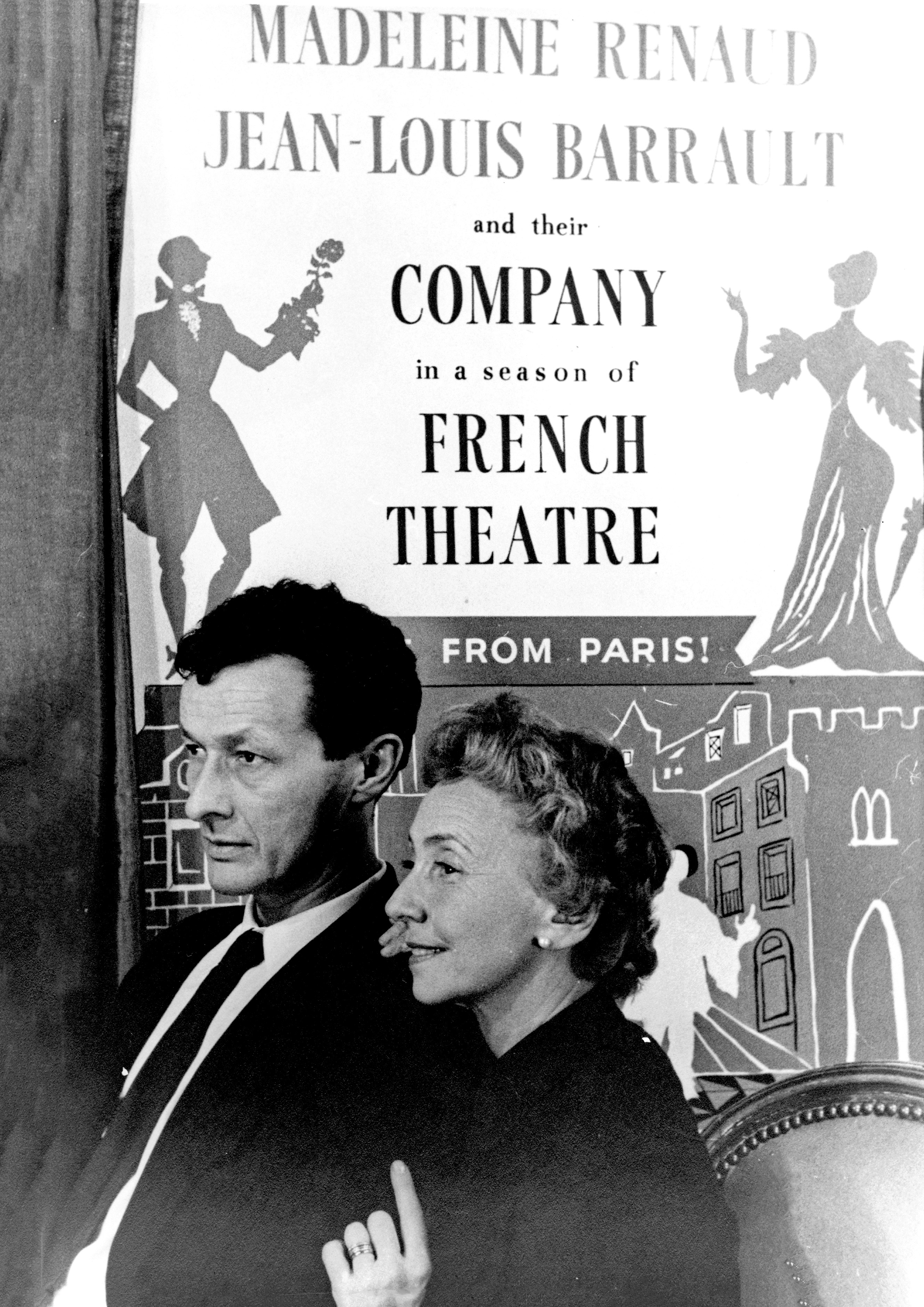
Jean-Louis Barrault et Madeleine Renaud, sa femme

- À Venise, une nuit de Christian-Jaque
- Abus de confiance de Henri Decoin
- L'Affaire du courrier de Lyon de Claude Autant-Lara et Maurice Lehmann
- L'Alibi  de Pierre Chenal
- Aloha, le chant des îles de Léon Mathot
- L'amour veille  de Henry Roussel
- Arsène Lupin détective de Henri Diamant-Berger
- Balthazar  de Pierre Colombier
- La Bataille silencieuse  de Pierre Billon
- Boissière de Fernand Rivers
- Boulot aviateur  de Maurice de Canonge
- Un carnet de bal  de Julien Duvivier
- Le Chanteur de minuit de Léo Joannon
- La Chaste Suzanne de André Berthomieu
- Le Choc en retour de Georges Monca et Maurice Kéroul
- Cinderella  de Pierre Caron
- La Citadelle du silence de Marcel L'Herbier
- Claudine à l'École de Serge de Poligny
- Le Club des aristocrates  de Pierre Colombier
- La Dame de Malacca de Marc Allégret
- La Dame de Pique  de Fedor Ozep
- Ces dames aux chapeaux verts  de Maurice Cloche
- La Danseuse rouge  de Jean-Paul Paulin
- Les Dégourdis de la 11e  de Christian-Jaque
- Un déjeuner de soleil  de Marcel Cravenne
- Désiré de Sacha Guitry
- Double crime sur la ligne Maginot  de Félix Gandéra
- Drôle de drame de Marcel Carné
- Le Fauteuil 47  de Fernand Rivers
- Forfaiture  de Marcel L'Herbier
- François Ier   de Christian-Jaque
- Gigolette   de Yvan Noé
- La Grande Illusion de Jean Renoir
- Gribouille de Marc Allégret
- Gueule d'amour  de Jean Grémillon
- La Guerre des gosses de Jacques Daroy
- L'Habit vert  de Roger Richebé
- Les Hommes de proie de Willy Rozier
- Ignace  de Pierre Colombier
- Mademoiselle ma mère  de Henri Decoin
- Le Mensonge de Nina Petrovna de Victor Tourjansky
- Le Messager de Raymond Rouleau
- Miarka, la fille à l'ourse de Jean Choux
- Monsieur Bégonia de André Hugon
- Naples au baiser de feu d'Augusto Genina
- Nuits de feu de Marcel L’Herbier
- Passeurs d'hommes  de René Jayet
- Pépé le Moko de Julien Duvivier
- Les Perles de la Couronne de Sacha Guitry et Christian-Jaque
- Police mondaine de Michel Bernheim et Christian Chamborant
- Regain de Marcel Pagnol
- Les Rois du sport de Pierre Colombier
- Salonique, nid d'espions   de Georg Wilhelm Pabst
- Sarati le terrible de André Hugon
- Tamara la complaisante de Jean Delannoy et Félix Gandéra
- Trois Artilleurs au pensionnat de René Pujol
- La Vénus de l'or de Jean Delannoy, Charles Méré
- Yoshiwara de Max Ophüls

## 1938
- Barnabé de Alexandre Esway
- La Bête humaine de Jean Renoir
- Café de Paris de Georges Lacombe
- Chéri-Bibi de Léon Mathot
- Les Disparus de Saint-Agil  de Christian-Jaque
- Le Drame de Shanghaï de Georg Wilhelm Pabst
- Éducation de Prince de Alexandre Esway
- Entrée des artistes de Marc Allégret
- Ernest le rebelle de Christian-Jaque
- L'Étrange Monsieur Victor de Jean Grémillon
- La Femme du boulanger de Marcel Pagnol
- La Glu de Jean Choux
- Hercule de Alexandre Esway et Carlo Rim
- Hôtel du Nord de Marcel Carné
- Katia de Maurice Tourneur
- La Maison du Maltais de Pierre Chenal
- La Marseillaise de Jean Renoir
- Le Monsieur de cinq heures de Pierre Caron
- Orage de Marc Allégret
- Le Quai des brumes de Marcel Carné
- Remontons les Champs-Élysées de Sacha Guitry
- Retour à l'aube de Henri Decoin
- Le Ruisseau de Claude Autant-Lara
- Le Schpountz de Marcel Pagnol

## 1939
- Berlingot et compagnie  de Fernand Rivers
- La Charrette fantôme de Julien Duvivier
- Circonstances atténuantes de Jean Boyer
- Le Corsaire de Marc Allégret
- Entente cordiale de Marcel L'Herbier
- La Fin du jour de Julien Duvivier
- Fric-Frac de Claude Autant-Lara
- Ils étaient neuf célibataires de Sacha Guitry
- Le jour se lève de Marcel Carné
- Les Otages de Raymond Bernard
- La Piste du nord de Jacques Feyder
- Pièges de Robert Siodmak
- Le Prince Bouboule de Jacques Houssin
- Raphaël le tatoué de Christian-Jaque
- Le Récif de corail de Maurice Gleize
- La Règle du jeu de Jean Renoir
- S.O.S. Sahara de Jacques de Baroncelli
- Trois de Saint-Cyr de Jean-Paul Paulin